# Lampona papua
Lampona papua är en spindelart som beskrevs av Norman I. Platnick 2000. Lampona papua ingår i släktet Lampona och familjen Lamponidae. Inga underarter finns listade i Catalogue of Life.